# یواس‌اس آر-۱ (اس‌اس-۷۸)
یواس‌اس آر-۱ (اس‌اس-۷۸) (به انگلیسی: USS R-1 (SS-78)) یک زیردریایی بود که طول آن ۱۸۶ فوت ۲ اینچ (۵۶٫۷۴ متر) بود. این زیردریایی در سال ۱۹۱۸ ساخته شد.